# Defileul Fluviului Columbia

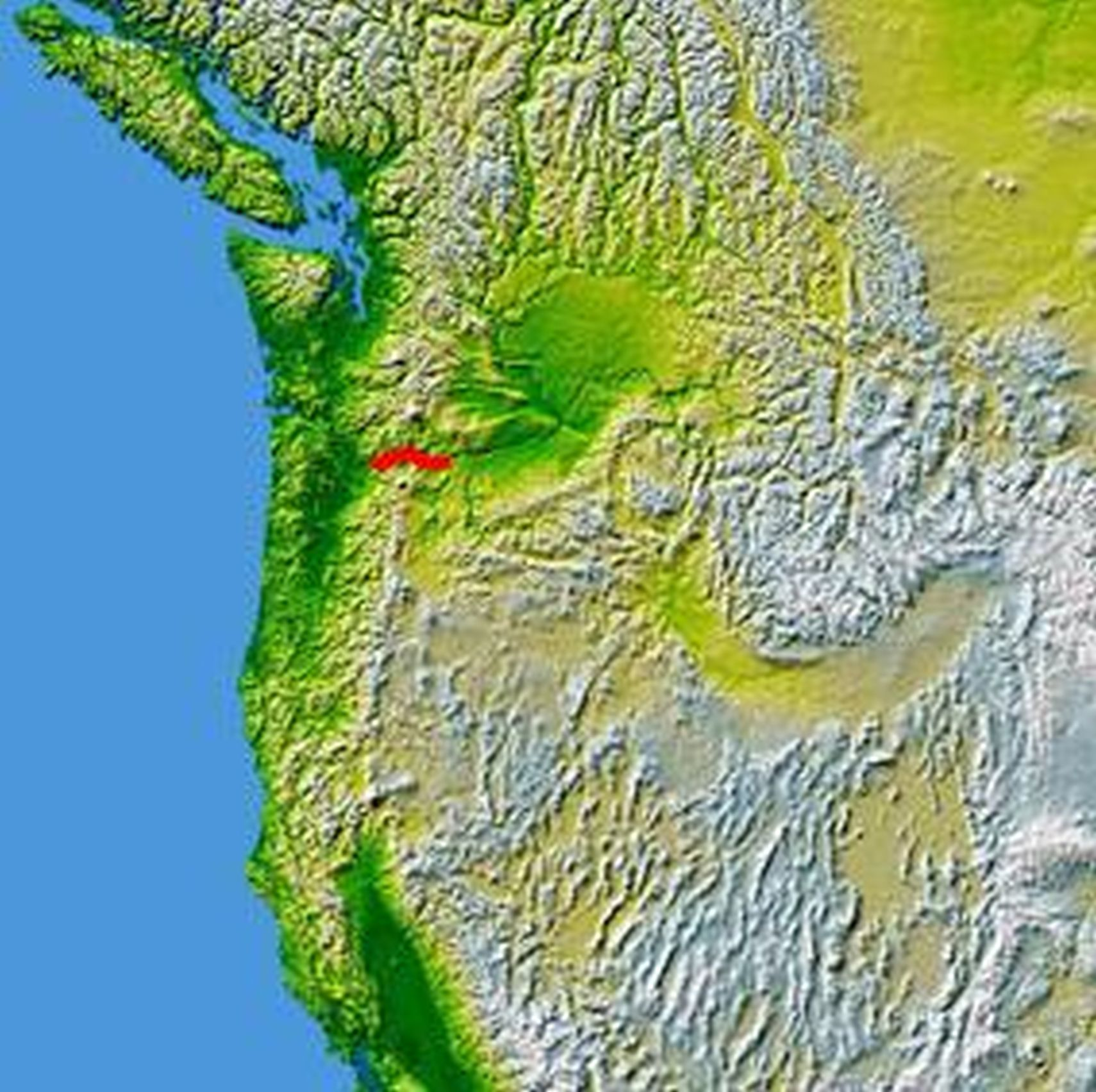
Columbia River Gorge (Nord-vestul SUA)

Defileul Fluviului Columbia sau „Columbia River Gorge” este unul dintre cele mai mari defilee  nord americane de pe coasta de vest a Pacificului. Prin defileu străbate râul Columbia lanțul muntos ce aparține de Munții Cascadelor. Valea se întinde de la orașul The Dalles până la belvederea Crown Point, făcând graniță dintre statul Washington situat la nord și Oregon situat la sud de vale. Două baraje se află pe defileu „Barajul The Dalles” și Barajul Bonneville, aceste au contribuit la liniștirea apelor repezi ale râului Columbia și la dispariția unor cascade. Au rămas totuși un număr mare din ele, numai în statul Oregon sunt 77 de cascade, printre care se poate aminti cascada Multnomah Falls care are o diferență de nivel de 188 de m.

## Geologie
Fluviul Columbia și-a săpat valea într-o rocă vulcanică alcătuită din bazalt, ultima eroziune mai intensă a avut loc în perioada de glaciațiune în urmă cu 13.000 de ani.

## Floră
Valea are o floră constituită din pădure de conifere, arțari, plopi și ulmi. Pe coastele mai domoale se cultivă vița de vie.

## Faună

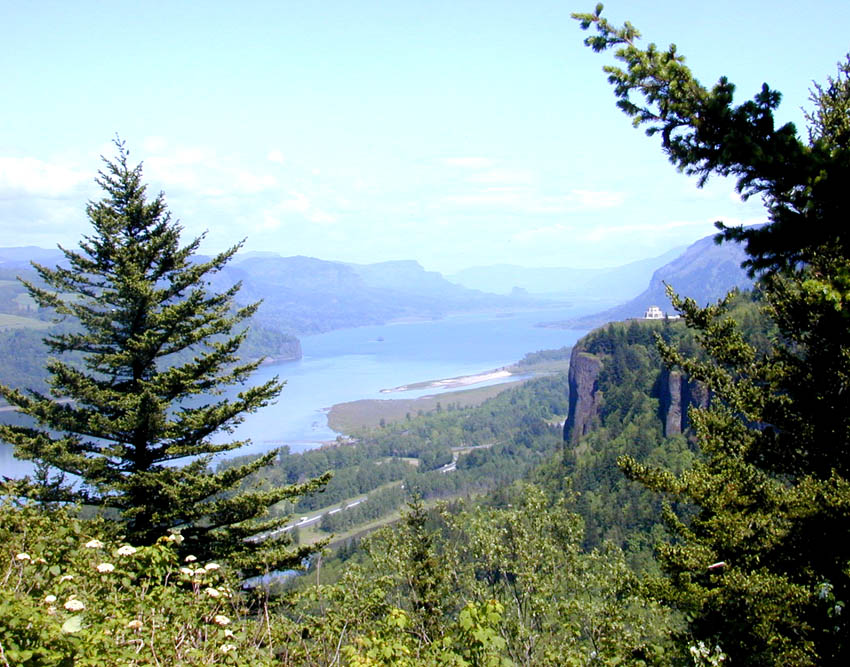
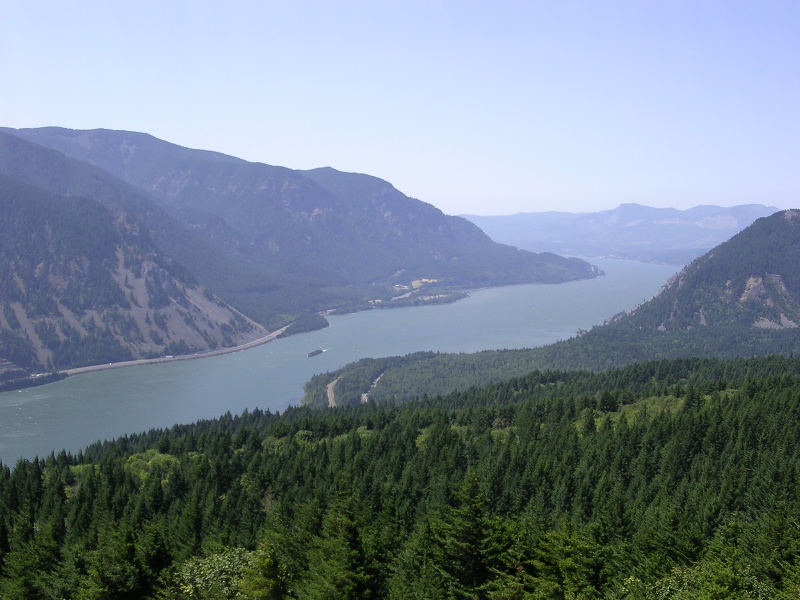

Coordonate: 45° 42' 17" N, 121° 47' 30" W